# La Meije
La Meije er er et 3.984 meter højt bjerg i Massif des Écrins, på grænsen mellem departementerne Hautes-Alpes og Isère i det sydøstlige Frankrig. Det ligger oven for landsbyen La Grave, der er et center for skisport og bjergbestigning. Det er det næsthøjest bjerg i Massif des Écrins efter Barre des Écrins. Bjerget ligger i Romanche-dalen.
La Meije består af tre toppe. Den højeste er Grand Pic de la Meije på 3.984 m. Doigt de Dieu er et stort sneklædt tårn på østsiden af ryggen, over mod sydvæggen. Det er en populær klatrerute for bjergklatrere på alle niveauer. Første bestigning blev gennemført 16. august 1877 af Emmanuel Boileau de Castelneu og Pierre Gaspard. I 1891 var J. H. Gibson, U. Almer og F. Boss de første til at krydse ryggen fra vest mod øst.

## Toppe
Hovedtoppe fra vest mod øst:
- Le Grand Doigt, 3.764 m
- Pic du Glacier Carré, 3.862 m
- Grand Pic de la Meije eller Pic Occidentale, 3.983 m
- Pic Central eller Doigt de Dieu, 3.970 m
- Pic Oriental, 3.891 m

Nabotoppe er Le Râteau (3.809 m) mod vest, forbi Brèche de la Meije (3.357 m) og Le Pavé (3.823 m) og Pic Gaspard (3.881 m) mod sydøst, forbi Brèche Maximin Gaspard (3.723 m)